# Nikkal
Nikkal is de Hurritische naam van de Sumerische godin  NIN.GAL, letterlijk 'Grote Vrouwe'. Ningal was een maangodin.
De naam Nikkal is vooral bekend uit een hymne uit Ugarit, een vijftigregelig gedicht dat wel bekend is als 'De bruiloft van Nikkel en Yarich', dat in het Ugaritisch geschreven is en begint met: 'Laat ik zingen van Nikkal...'.
In deze hymne wordt verhaald hoe de maangod Yarich bij Chirichbi, de koning van de zomer om de hand van Nikkal vraagt. Chirichbi weigert aanvankelijk, maar na onderhandelingen kan er toch bruiloft worden gevierd. De bruidsschat wordt afgewogen.
In de laatste tien regels worden de zeven geboortegodinnen de Kotharoth bezongen, die worden vergeleken met zwaluwen die neerdalen in de toppen van de heilige ceders van El, de Kanaänitische hoofdgod.
Er wordt verondersteld dat de hymne onderdeel was van de huwelijksceremonie in Ugarit.